# U-Bahnhof Vltavská

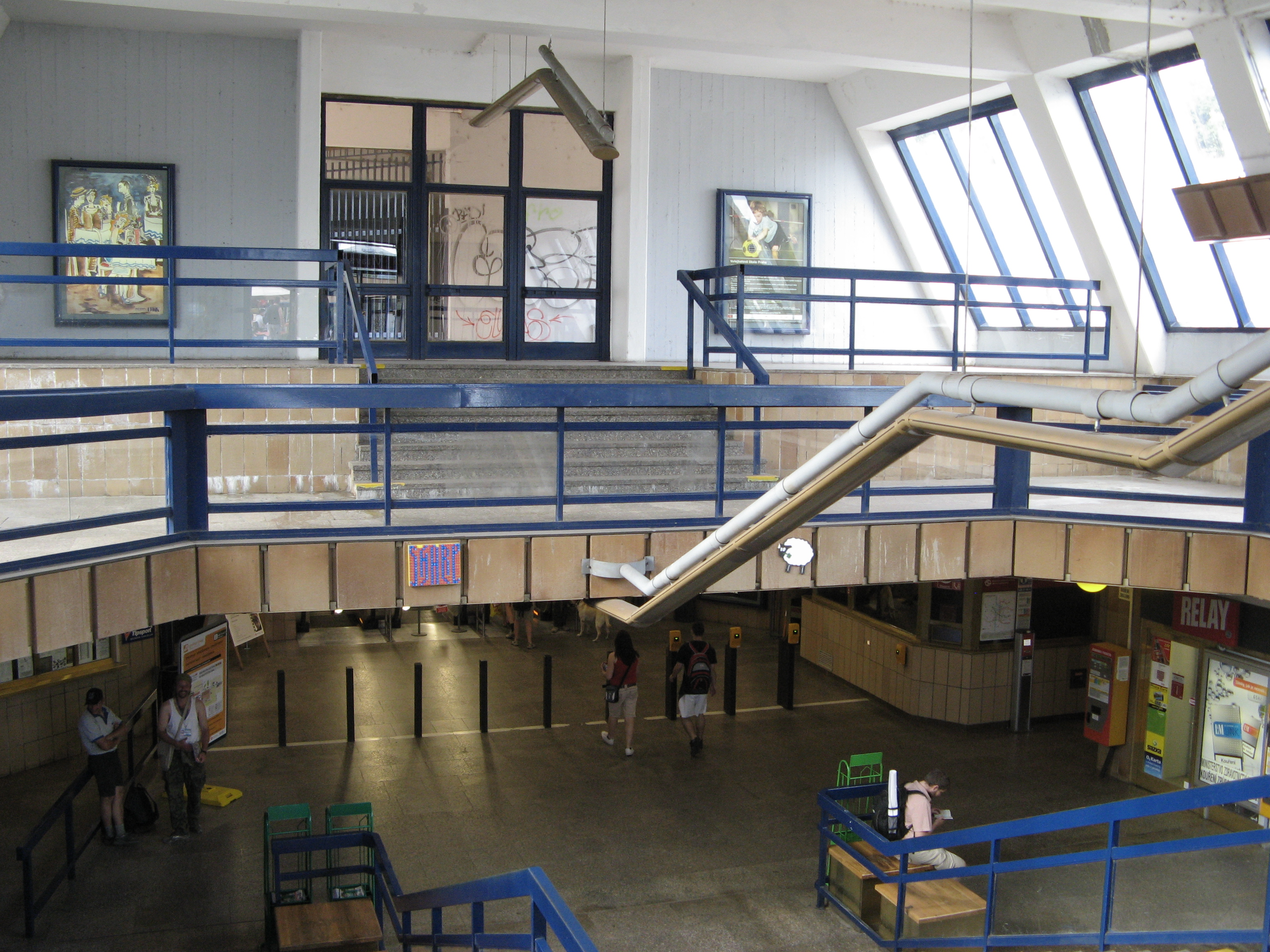
Eingangsbereich der Station Vltavská

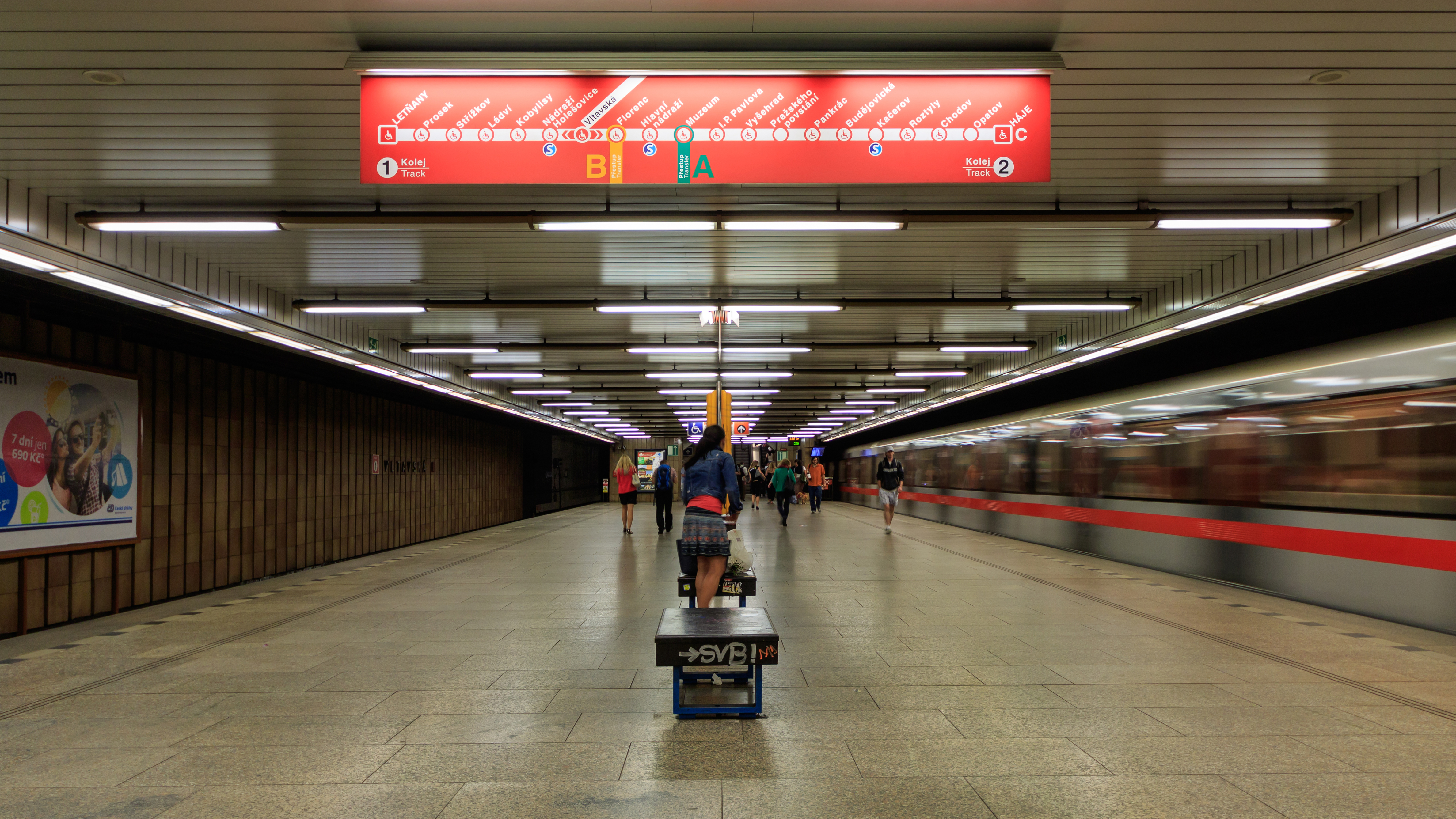
Bahnsteig

Vltavská ist eine Station der Prager Metrolinie C im Stadtteil Holešovice. Der U-Bahnhof befindet sich in der Nähe des Strossmayerplatzes am linken Moldauufer auf Höhe der Insel Štvanice.
Die Station Vltavská wurde von 1978 bis 1984 erbaut und mit dem dritten Ausbauschritt der Linie C am 3. November 1984 eröffnet. Beim Hochwasser im Jahr 2002 wurde sie stark beschädigt.
Der Bahnsteig befindet sich in einer Tiefe von 21 Metern. Er ist über zwei Aufzüge barrierefrei zugänglich.
In direkter Nähe befindet sich der Bahnhof Praha-Bubny. Es bestehen Überlegungen, an dieser Stelle ein Konzerthaus zu errichten.